# Tatiana Nascimento
Tatiana Nascimento (Brasília, 1981), escritora, tradutora, cantora, é poeta, mãe, slammer, cantora e compositora brasileira negra. Escreve, investiga e publica livros de autoras negras e LGBT. É idealizadora e co-fundadora da padê editora. Foi finialista do prêmio Jabuti de poesia de 2022, com o livro Palavra Preta (2021). Venceu o Prêmio Pallas de Literatura em 2024, sendo premiada com a publicação de seu primeiro romance e décimo-oitavo livro, Água de maré (Pallas, 2025).
O seu livro lundu, foi uma das publicações selecionadas pelo Projeto Nacional Leia Mulheres na categoria Melhores Livros de 2016. Também realiza de forma experimental em audiovisual.
Criadora do conceito cuírlombismo literário (também grafado como "cuíerlombismo", ou "kuírlombismo"), propõe com o termo uma remitologização da dissidência sexual como parte fundante do imaginário ancestral da diáspora negra; e um novo parâmetro interpretativo da produção artística feita por pessoas  negras LGBTQIs simultaneamente a partir e em ruptura com o paradigma dor/resistência/denúncia apontado pelo cânone de crítica/teoria literária como fundante da literatura negra brasileira.
A autora se identifica com o gênero não binário.

## Percurso
Tatiana Nascimento nasceu em 1981 em Brasília. 
Nascimento é licenciada em letras – português pela Universidade de Brasília (UnB).
Em 2014 doutorou-se em estudos da tradução pela Universidade Federal de Santa Catarina (UFSC), com a tese Letramento e tradução no espelho de Oxum: teoria lésbica negra em auto/re/conhecimentos, sob orientação de Luciana Rassier.
Em 2015, cofundou com Bárbara Ismenia a padê editorial, um coletivo editorial dedicado à publicação de livros artesanais/cartoneros de autoras negras e/ou LBTs – lésbicas, travestis, trans e bissexuais.
Também em 2015, Nascimento idealiza, cofunda (com Valéria Matos) e produz o Slam das Minas DF, em Brasília — a primeira batalha de poesia falada exclusiva para mulheres e lésbicas no Brasil, que se tornou também um movimento ativista.
Em 2017, cofundou a Palavra Preta – Mostra Nacional de Negras Autoras, que realiza anualmente. Esta mostra surgiu de um convite da cantora baiana Luedji Luna e foi intitulada a partir do zine de poesia "palavra preta", que Nascimento escreve desde 2015. A primeira edição da Mostra Palavra Preta, em Salvador, teve uma participação de 300 pessoas nos três dias de programação. A segunda edição, em 2018 teve lugar no Festival Latinidades, em Brasília, com a participação de Kati Souto, Nina Ferreira e Jorge Maravilha.
Em 2018, Tatiana Nascimento coordenou o atelier de poesia LGBT Do dever de sofrer, ao direito de sonhar, na Oficina Cultural Oswald de Andrade em São Paulo, como laboratório de leitura e produção de texto a partir das existências negras e dissidentes.
Também nesse ano, Tatiana foi convidada pela Embaixada da Suécia no Brasil e pela ONU Mulheres para apresentar a cerimónia de abertura da exposição “Pais presentes: a paternidade ativa na Suécia e no Brasil”, realizada no âmbito da iniciativa ElesPorElas (HeForShe). O evento contou com a presença de representantes do Governo do Distrito Federal, do Metrô de Brasília, da ONU Mulheres e da Embaixada da Suécia.
Enquanto educadora ministra o curso “privilégio branco: uma questão feminista?”, primeira formação brasileira sobre o tema de branquitude, colonialidade e racismo estrutural, que já teve mais de 100 turmas desde 2019, quando iniciado.

## Obra
Em 2025, a autora estreia na prosa literária com o romance água de maré, vencedor da primeira edição do Prêmio Pallas de literatura (2024), depois de 17 títulos publicados desde 2016, quando lança seu primeiro poemário.
Seu primeiro álbum musical autoral, meio beat meio banzo, é lançado em formato digital.
Tatiana Nascimento compôs a faixa Iodo+Now Frágil de Um corpo no mundo, disco de estreia de Luedji Luna.
Em 2018, publica na Revista Observatório Itaú Cultural, número 24, juntamente com Carlos Gomes, Consuelo Bassanesi, Denise Stoklos, Lucina Jiménez Lopéz, Chico Pelúcio, Guti Fraga, Ana Mae Barbosa, Alcione Araújo, Ricardo Dal Farra, Kiko Dinucci, Benjamim Taubkin, Maria Vlachou, German Ray, Claudio di Girólamo.

### Poesia[1]
- esboço, Brasília: Padê editorial, 2016
- lundu, Brasília: Padê Editorial, 3ª edição, 2016
- mil994, Brasília: Padê Editorial, 2018
- 07 notas sobre o apocalipse, ou, poemas para o fim do mundo, Garupa e Kza1 edições, 2019

- Oriki de amor selvagem: todos os poemas de amor preto (ou quase), Brasília: Padê Editorial, 2020
- Palavra Preta, Salvador: Organismo, 2021
- Lunduzinho, trad. Natália Affonso (inglês), Nova Iorque: Ugly Duckling Press, 2022
- um ebó di boca y otros [silêncios], São Paulo: Peirópolis, 2023
- Abebe, Rio de Janeiro: Navezona, 2023
- palabra, prieta, trad. Lucía Teninna (espanhol), Buenos Aires: Mandacaru, 2024

### Conto
- três tigres tortas, Rio de Janeiro: Amarcord (um selo da ed. Record), 2023[18][19]

### Romance
- água de maré, Rio de Janeiro: Pallas, 2025[20]

### Ensaio[1][21]
- leve sua culpa branca pra terapia (ed. trilíngue), Brasília: Padê Editorial, 2019
- um sopro de vida no meio da morte, Juiz de Fora: macondo editora, 2019
- cuírlombismo literário: poesia negra lgbtqi desorbitando o paradigma da dor, n-1 edições, 2019
- Mas como toda a opressão está conectada? in Patrícia Lessa, Dolores Galindo (orgs.), Relações multiespécies em rede: feminismos, animalismos e veganismo [online], Maringá: Eduem, 2017
- leve sua culpa branca pra terapia, 2. ed, São Paulo: n-1, 2020
- racismo visual, sadismo racial: quando (?) nossas mortes importam, São Paulo: n-1, 2020
- privilégio branco: uma questão feminista (?), Brasília: Padê, 2022

### Tradução
- Entre nós mesmas, poesia de Audre Lorde, Rio de Janeiro: Bazar do Tempo, 2020[22]
- Calamidades, ensaios de Renee Gladman, Rio de Janeiro: A Bolha, 2021[23]
- A vulva é uma ferida aberta e outros ensaios, ensaios de Gloria Anzaldua, Rio de Janeiro: A Bolha, 2021
- Nossos mortos em nossas costas, poemas de Audre Lorde, Rio de Janeiro: A Bolha, 2021
- Os diários do câncer, ensaios de Audre Lorde, Rio de Janeiro: Ginecosofia, 2024
- Abdias, intérprete do Brasil, São Paulo: Todavia, 2025

### Música
- meio beat meio banzo, online: spotify, 2025[24]

## Reconhecimentos
Água de maré (romance) ganhou o Prêmio Pallas de literatura, 2024
Palavra Preta (poesia) foi finalista do Prêmio Jabuti na categoria poesia, em 2022
Lundu foi selecionado pelo Projecto Nacional Leia Mulheres (Brasil), na categoria Melhores Livros de 2016. Em Dezembro de 2017 foi Livro do Mês na edição de Lendo Mulheres Negras, em Brasília, e no ano seguinte, em 2018, na edição de Salvador. 
Os livros de poesia, lundu e mil994, aparecem como sendo uma referência em The Art of Brasília: 2000-2019, Springer International Publishing, de Sophia Beal, que tem retrato de Tatiana Nascimento na capa da primeira edição.

## Ligações Externas
- Tatiana Nascimento – Encontros de Interrogação organizados pelo Itaú Cultural em 2017
- Elisa Lucinda e Tatiana Nascimento: O negro na literatura – Diálogos Ausentes organizados pelo Itaú Cultural em 2017
- Tirando de Letra: Tatiana Nascimento no Canal de TV da Universidade de Brasília
- Meio beat meio banzo | calisto + lunduReferências

1. 1 2 3 4 5 6  «Tatiana Nascimento - Literatura Afro-Brasileira». www.letras.ufmg.br. Consultado em 6 de julho de 2020
2. 1 2  «Poesía negra desde el Brasil: Tatiana Nascimento y el cuíerlombismo literario». La tinta (em espanhol). 28 de novembro de 2018. Consultado em 6 de julho de 2020
3. ↑  «Arte em Cena - Temporadas: Sinhá não dorme». Portal Sesc RJ. 17 de março de 2021. Consultado em 13 de fevereiro de 2024
4. ↑  «ACUÍRLOMBAMENTO E CURA EM UM POEMA DE TATIANA NASCIMENTO». Revista Z Cultural. 24 de maio de 2021. Consultado em 13 de fevereiro de 2024
5. ↑  «O PROJETO POÉTICO LITERÁRIO CUÍRLOMBISTA DE TATIANA NASCIMENTO: uma análise das obras "lundu" e "07 notas sobre o apocalipse, ou poemas para o fim do mundo"». Programa de Pós-graduação em Estudos Literários. 25 de abril de 2023. Consultado em 13 de fevereiro de 2024
6. 1 2 3 4  «tatiana nascimento, 37». Revista Seca. Consultado em 6 de julho de 2020
7. ↑  nascimento dos santos, tatiana (2014). Letramento e tradução no espelho de Oxum: teoria lésbica negra em auto/re/conhecimentos. Florianópolis: Universidade Federal de Santa Catarina. 185 páginas
8. 1 2  «tatiana nascimento – padê editorial». Consultado em 6 de julho de 2020
9. ↑  «Diana Salu lança obra poética epistolar em quadrinhos na Galeria Pilastra». Correio Braziliense. 28 de agosto de 2019. Consultado em 6 de julho de 2020
10. 1 2  «Embaixada da Suécia e ONU Mulheres inauguram exposição 'Pais Presentes: A paternidade ativa na Suécia e no Brasil'». ONU Brasil. 28 de junho de 2018. Consultado em 6 de julho de 2020
11. ↑  Gonçalves, Marina. «Slam das Minas participa de batalha no Rock in Rio». Saideira - O Globo. Consultado em 6 de julho de 2020
12. ↑  «Em frente a presídio, Slam das Minas protesta contra a prisão de Preta Ferreira». Ponte Jornalismo. 20 de agosto de 2019. Consultado em 6 de julho de 2020
13. ↑  Braziliense, Correio; Braziliense, Correio (6 de setembro de 2019). «Festival Latinidades volta ao DF com a Festa Afrolatinas nesta sexta-feira». Correio Braziliense. Consultado em 6 de julho de 2020
14. ↑  «Brasiliense Tatiana Nascimento vence primeira edição do Prêmio Pallas de Literatura». www.folhape.com.br. Consultado em 18 de junho de 2025
15. ↑  «tatiana nascimento, 37». Revista Seca. Consultado em 6 de julho de 2020
16. ↑  «'Iodo + Now Frágil' from 'Luedji Luna' by Ad Ferrera». Luedji Luna. Consultado em 6 de julho de 2020
17. ↑  Gomes, Carlos; Nascimento, Tatiana; Bassanesi, Consuelo; Stoklos, Denise; Lopéz, Lucina Jiménez; Pelúcio, Chico; Fraga, Guti; Barbosa, Ana Mae; Araújo, Alcione (12 de julho de 2018). Revista Observatório Itaú Cultural - N. 24. [S.l.]: Itaú Cultural
18. ↑  Gonçalves, Bianca (10 de março de 2024). «Tatiana Nascimento exige sensibilidade do leitor em estreia na prosa». Grupo Folha. Folha de S. Paulo. Consultado em 18 de junho de 2025
19. ↑  Diniz, Aline (5 de agosto de 2024). «Perfil 1LDF: Tatiana Nascimento». 1 Livro 1 Disco 1 Filme. Consultado em 18 de junho de 2025
20. ↑  Gonçalves, Luiza (12 de junho de 2025). «Romance premiado dá voz a lesbianidades e ancestralidade». Rede Bahia. Correio da Bahia. Consultado em 18 de junho de 2025
21. ↑  Lessa, Patrícia; Galindo, Dolores (1 de janeiro de 2017). Relações multiespécies em rede: feminismos, animalismos e veganismo. [S.l.]: Editora da Universidade Estadual de Maringá - EDUEM
22. ↑  «Entre nós mesmas – Poemas reunidos». Bazar do Tempo. Consultado em 13 de fevereiro de 2024
23. ↑  «Calamidades». A Bolha Editora. Consultado em 13 de fevereiro de 2024
24. ↑  meio beat meio banzo, 12 de fevereiro de 2025, consultado em 18 de junho de 2025
25. ↑  «Escritora brasiliense Tatiana Nascimento vence Prêmio Pallas de Literatura». Correio Braziliense. 19 de setembro de 2024. Consultado em 18 de junho de 2025
26. ↑  Lima, Gabriel (24 de setembro de 2024). «Tatiana Nascimento vence a 1ª edição do Prêmio Pallas de Literatura». Metrópoles. Consultado em 18 de junho de 2025
27. ↑  Gabriel, Ruan de Sousa (18 de setembro de 2024). «Brasiliense Tatiana Nascimento vence primeira edição do Prêmio Pallas de Literatura». O Globo. Consultado em 18 de junho de 2025
28. ↑  «Prêmio Jabuti 2022: Romances de mulheres dominam a lista de finalistas». O Globo. 8 de novembro de 2022
29. ↑  «Tatiana Nascimento - Literatura Afro-Brasileira». www.letras.ufmg.br. Consultado em 6 de julho de 2020
30. ↑  Beal, Sophia (2020). The Art of Brasília: 2000-2019 (em inglês). [S.l.]: Springer Nature